# Beltranmyia
Beltranmyia е подрод дребни кръвосмучещи насекоми от род Куликоиди.

## Морфологични особености
Представителите на този подрод са с фасетни очи разделени с широка челна ивица. Сенсилите са разположени от трето членче на антените до 14-15-о. Крилата са тъмни с бели петна, изцяло покрити с макротрихи. Сперматеката при женските е една, голяма, леко овална. Едеагусът при мъжките е с нераздвоен връх.

## Видове
Към подрода спадат няколко вида както следваː
- Culicoides circumscriptus, Kieffer, 1918
- Culicoides desertorum, Gutsevich, 1959
- Culicoides homochrous, Remm, 1968
- Culicoides leucostictus, Kieffer, 1911
- Culicoides manchuriensis, Tokunaga, 1941
- Culicoides salinarius, Kieffer, 1914
- Culicoides sphagnumensis, Williams, 1955

От този подрод в България са установени два видаː
- Culicoides salinarius, Kieffer, 1914
- Culicoides circumscriptus, Kieffer, 1918